# 莱奎莱
莱奎莱（義大利語：Lequile），是意大利莱切省的一个市镇。总面积36平方公里，人口8550人，人口密度237.5人/平方公里（2009年）。ISTAT代码为075036。